# Coll de Brilles
El Coll de Brilles és una collada situada a 1.964,8 metres d'altitud al límit dels termes comunals d'Aiguatèbia i Talau i de Sautó, tots dos de la comarca del Conflent, a la Catalunya del Nord.
És al sud-oest del terme de Ralleu i al nord de Sautó, al sud-est del Puig de la Tossa i al nord-oest del Pic de Figamà. Hi passa la carretera local al Puig de la Tossa.